# Lista amerykańskich senatorów ze stanu Nebraska
Lista amerykańskich senatorów ze stanu Nebraska – senatorzy wybrani ze stanu Nebraska.
Stan Nebraska został włączony do Unii 1 marca 1867 roku. Posiada prawo do mandatów senatorskich 1. i 2. klasy. Do 8 kwietnia 1913 roku (ratyfikowania 17. poprawki do Konstytucji) senatorowie byli wybierani przez stanowy parlament. Od tego czasu wybierani są w wyborach powszechnych.

## 1. klasa
| Lp.   | Imię i nazwisko        | Imię i nazwisko | Od               | Do               | Partia               | Kadencja | Uwagi |
| ----- | ---------------------- | --------------- | ---------------- | ---------------- | -------------------- | --- | --- |
| 1     | Thomas Tipton          |                 | 1 marca 1867     | 4 marca 1875     | Partia Republikańska | 1 | Wybrany w 1867 |
| 1     | Thomas Tipton          | 2               | 1 marca 1867     | 4 marca 1875     | Partia Republikańska | Reelekcja w 1869 | |
| 2     | Algernon Paddock       |                 | 4 marca 1875     | 4 marca 1881     | Partia Republikańska | 3 | Wybrany w 1875 Przegrał wybory w 1881                                                                                         |
| 3     | Charles Van Wyck       |                 | 4 marca 1881     | 4 marca 1887     | Partia Republikańska | 4 | Wybrany w 1881 Przegrał wybory w 1887                                                                                         |
| 4     | Algernon Paddock       |                 | 4 marca 1887     | 4 marca 1893     | Partia Republikańska | 5 | Wybrany w 1887 Nie starał się o reelekcję w 1893                                                                              |
| 5     | William V. Allen       |                 | 4 marca 1893     | 4 marca 1899     | Partia Populistyczna | 6 | Wybrany w 1893 Przegrał wybory w 1899                                                                                         |
| Wakat | Wakat                  | Wakat           | 4 marca 1899     | 8 marca 1899     |                      | 7 | Parlament nie zdołał wybrać senatora                                                                                          |
| 6     | Monroe Hayward         |                 | 8 marca 1899     | 5 grudnia 1899   | Partia Republikańska | 7 | Wybrany w 1899 Zmarł w trakcie sprawowania urzędu w 1899                                                                      |
| Wakat | Wakat                  | Wakat           | 5 grudnia 1899   | 13 grudnia 1899  |                      | 7 | |
| 7     | William V. Allen       |                 | 13 grudnia 1899  | 28 marca 1901    | Partia Populistyczna | 7 | Mianowany do kontynuowania kadencji w 1899 Zrezygnował po wyborze następcy                                                    |
| 8     | Charles Henry Dietrich |                 | 28 marca 1901    | 4 marca 1905     | Partia Republikańska | 7 | Wybrany do dokończenia kadencji w wyborach specjalnych w 1901 Nie starał się o wybór na pełną kadencję w 1904                 |
| 9     | Elmer Burkett          |                 | 4 marca 1905     | 4 marca 1911     | Partia Republikańska | 8 | Wybrany w 1904 Przegrał prawybory w 1910                                                                                      |
| 10    | Gilbert Hitchcock      |                 | 4 marca 1911     | 4 marca 1923     | Partia Demokratyczna | 9 | Wybrany w 1910 |
| 10    | Gilbert Hitchcock      | 10              | 4 marca 1911     | 4 marca 1923     | Partia Demokratyczna | Reelekcja w 1916 Przegrał wybory w 1922                                                                                                  | |
| 11    | Robert B. Howell       |                 | 4 marca 1923     | 11 marca 1933    | Partia Republikańska | 11 | Wybrany w 1922 |
| 11    | Robert B. Howell       | 12              | 4 marca 1923     | 11 marca 1933    | Partia Republikańska | Reelekcja w 1928 Zmarł w trakcie sprawowania urzędu w 1933                                                                               | |
| Wakat | Wakat                  | Wakat           | 11 marca 1933    | 24 maja 1933     |                      | 12 | |
| 12    | William Henry Thompson |                 | 24 maja 1933     | 6 listopada 1934 | Partia Demokratyczna | 12 | Mianowany do kontynuowania kadencji w 1933 Zrezygnował po wyborze następcy                                                    |
| 13    | Richard C. Hunter      |                 | 6 listopada 1934 | 3 stycznia 1935  | Partia Demokratyczna | 12 | Wybrany do dokończenia kadencji w wyborach specjalnych w 1934 Nie starał się o wybór na pełną kadencję w 1934                 |
| 14    | Edward R. Burke        |                 | 3 stycznia 1935  | 3 stycznia 1941  | Partia Demokratyczna | 13 | Wybrany w 1934 Przegrał prawybory w 1940                                                                                      |
| 15    | Hugh A. Butler         |                 | 3 stycznia 1941  | 1 lipca 1954     | Partia Republikańska | 14 | Wybrany w 1940 |
| 15    | Hugh A. Butler         | 15              | 3 stycznia 1941  | 1 lipca 1954     | Partia Republikańska | Reelekcja w 1946 | |
| 15    | Hugh A. Butler         | 16              | 3 stycznia 1941  | 1 lipca 1954     | Partia Republikańska | Reelekcja w 1952 Zmarł w trakcie sprawowania urzędu w 1954                                                                               | |
| Wakat | Wakat                  | Wakat           | 1 lipca 1954     | 3 lipca 1954     |                      | 16 | |
| 16    | Samuel W. Reynolds     |                 | 3 lipca 1954     | 7 listopada 1954 | Partia Republikańska | 16 | Mianowany do kontynuowania kadencji w 1954 Zrezygnował po wyborze następcy                                                    |
| 17    | Roman Hruska           |                 | 8 listopada 1954 | 27 grudnia 1976  | Partia Republikańska | 16 | Wybrany do dokończenia kadencji w wyborach specjalnych w 1954                                                                 |
| 17    | Roman Hruska           | 17              | 8 listopada 1954 | 27 grudnia 1976  | Partia Republikańska | Reelekcja w 1958 | |
| 17    | Roman Hruska           | 18              | 8 listopada 1954 | 27 grudnia 1976  | Partia Republikańska | Reelekcja w 1964 | |
| 17    | Roman Hruska           | 19              | 8 listopada 1954 | 27 grudnia 1976  | Partia Republikańska | Reelekcja w 1970 Nie starał się o reelekcję w 1976 Zrezygnował w trakcie trwania kadencji, by wybrany następca mógł szybciej objąć urząd | |
| 18    | Edward Zorinsky        |                 | 28 grudnia 1976  | 6 marca 1987     | Partia Demokratyczna | 19 | Mianowany do dokończenia kadencji, będąc już wcześniej wybrany na pełną, 6-letnią kadencję                                    |
| 18    | Edward Zorinsky        | 20              | 28 grudnia 1976  | 6 marca 1987     | Partia Demokratyczna | Wybrany w 1976 | |
| 18    | Edward Zorinsky        | 21              | 28 grudnia 1976  | 6 marca 1987     | Partia Demokratyczna | Reelekcja w 1982 Zmarł w trakcie sprawowania urzędu w 1987                                                                               | |
| Wakat | Wakat                  | Wakat           | 6 marca 1987     | 11 marca 1987    |                      | 21 | |
| 19    | David Karnes           |                 | 11 marca 1987    | 8 listopada 1988 | Partia Republikańska | 21 | Mianowany do dokończenia kadencji w 1987 Przegrał wybory na pełną, 6-letnią kadencję w 1988 Zrezygnował przed końcem kadencji |
| Wakat | Wakat                  | Wakat           | 8 listopada 1988 | 3 stycznia 1989  |                      | 21 | |
| 20    | Bob Kerrey             |                 | 3 stycznia 1989  | 3 stycznia 2001  | Partia Demokratyczna | 22 | Wybrany w 1988 |
| 20    | Bob Kerrey             | 23              | 3 stycznia 1989  | 3 stycznia 2001  | Partia Demokratyczna | Reelekcja w 1994 Nie starał się o reelekcję w 2000                                                                                       | |
| 21    | Ben Nelson             |                 | 3 stycznia 2001  | 3 stycznia 2013  | Partia Demokratyczna | 24 | Wybrany w 2000 |
| 21    | Ben Nelson             | 25              | 3 stycznia 2001  | 3 stycznia 2013  | Partia Demokratyczna | Reelekcja w 2006 Nie starał się o reelekcję w 2012                                                                                       | |
| 22    | Deb Fischer            |                 | 3 stycznia 2013  | nadal            | Partia Republikańska | 26 | Wybrana w 2012 |
| 22    | Deb Fischer            | 27              | 3 stycznia 2013  | nadal            | Partia Republikańska | Reelekcja w 2018 | |

## 2. klasa
| Lp.   | Imię i nazwisko      | Imię i nazwisko | Od                | Do                | Partia                                    | Kadencja                                                   | Uwagi |
| ----- | -------------------- | --------------- | ----------------- | ----------------- | ----------------------------------------- | ---------------------------------------------------------- | --- |
| 1     | John Thayer          |                 | 4 marca 1867      | 4 marca 1871      | Partia Republikańska                      | 1                                                          | Wybrany w 1867 Przegrał wybory w 1871 |
| 2     | Phineas Hitchcock    |                 | 4 marca 1871      | 4 marca 1877      | Partia Republikańska                      | 2                                                          | Wybrany w 1871 Przegrał wybory w 1877 |
| 3     | Alvin Saunders       |                 | 4 marca 1877      | 4 marca 1883      | Partia Republikańska                      | 3                                                          | Wybrany w 1877 |
| 4     | Charles F. Manderson |                 | 4 marca 1883      | 4 marca 1895      | Partia Republikańska                      | 4                                                          | Wybrany w 1883 |
| 4     | Charles F. Manderson | 5               | 4 marca 1883      | 4 marca 1895      | Partia Republikańska                      | Reelekcja w 1889                                           | |
| 5     | John Mellen Thurston |                 | 4 marca 1895      | 4 marca 1901      | Partia Republikańska                      | 6                                                          | Wybrany w 1895 Nie starał się o reelekcję w 1901                                                                                          |
| Wakat | Wakat                | Wakat           | 4 marca 1901      | 28 marca 1901     |                                           | 7                                                          | Parlament nie zdołał wybrać senatora |
| 6     | Joseph Millard       |                 | 28 marca 1901     | 4 marca 1907      | Partia Republikańska                      | 7                                                          | Wybrany w 1901 Nie starał się o reelekcję w 1906                                                                                          |
| 7     | Norris Brown         |                 | 4 marca 1907      | 4 marca 1913      | Partia Republikańska                      | 8                                                          | Wybrany w 1906 Przegrał prawybory w 1912                                                                                                  |
| 8     | George W. Norris     |                 | 4 marca 1913      | 3 stycznia 1943   | Partia Republikańska (do 3 stycznia 1937) | 9                                                          | Wybrany w 1912 |
| 8     | George W. Norris     | 10              | 4 marca 1913      | 3 stycznia 1943   | Partia Republikańska (do 3 stycznia 1937) | Reelekcja w 1918                                           | |
| 8     | George W. Norris     | 11              | 4 marca 1913      | 3 stycznia 1943   | Partia Republikańska (do 3 stycznia 1937) | Reelekcja w 1924                                           | |
| 8     | George W. Norris     | 12              | 4 marca 1913      | 3 stycznia 1943   | Partia Republikańska (do 3 stycznia 1937) | Reelekcja w 1930                                           | |
| 8     | George W. Norris     | Niezależny      | 4 marca 1913      | 3 stycznia 1943   | 13                                        | Reelekcja w 1936 Przegrał wybory w 1942                    | |
| 9     | Kenneth S. Wherry    |                 | 3 stycznia 1943   | 29 listopada 1951 | Partia Republikańska                      | 14                                                         | Wybrany w 1942 |
| 9     | Kenneth S. Wherry    | 15              | 3 stycznia 1943   | 29 listopada 1951 | Partia Republikańska                      | Reelekcja w 1948 Zmarł w trakcie sprawowania urzędu w 1951 | |
| Wakat | Wakat                | Wakat           | 29 listopada 1951 | 10 grudnia 1951   |                                           | 15                                                         | |
| 10    | Fred Andrew Seaton   |                 | 10 grudnia 1951   | 4 listopada 1952  | Partia Republikańska                      | 15                                                         | Mianowany do kontynuowania kadencji w 1951 Zrezygnował po wyborze następcy                                                                |
| 11    | Dwight Griswold      |                 | 4 listopada 1952  | 12 kwietnia 1954  | Partia Republikańska                      | 15                                                         | Wybrany do dokończenia kadencji w wyborach specjalnych w 1952 Zmarł w trakcie sprawowania urzędu w 1954                                   |
| Wakat | Wakat                | Wakat           | 12 kwietnia 1954  | 16 kwietnia 1954  |                                           | 15                                                         | |
| 12    | Eva Bowring          |                 | 16 kwietnia 1954  | 7 listopada 1954  | Partia Republikańska                      | 15                                                         | Mianowana do kontynuowania kadencji w 1954 Zrezygnowała po wyborze następcy                                                               |
| 13    | Hazel Abel           |                 | 7 listopada 1954  | 31 grudnia 1954   | Partia Republikańska                      | 15                                                         | Wybrana do dokończenia kadencji w wyborach specjalnych w 1954 Nie ubiegała się o pełną kadencję w 1954 Zrezygnowała przed końcem kadencji |
| 14    | Carl Curtis          |                 | 1 stycznia 1955   | 3 stycznia 1979   | Partia Republikańska                      | 15                                                         | Mianowany do dokończenia kadencji, będąc już wcześniej wybrany na pełną, 6-letnią kadencję                                                |
| 14    | Carl Curtis          | 16              | 1 stycznia 1955   | 3 stycznia 1979   | Partia Republikańska                      | Wybrany w 1954                                             | |
| 14    | Carl Curtis          | 17              | 1 stycznia 1955   | 3 stycznia 1979   | Partia Republikańska                      | Reelekcja w 1960                                           | |
| 14    | Carl Curtis          | 18              | 1 stycznia 1955   | 3 stycznia 1979   | Partia Republikańska                      | Reelekcja w 1966                                           | |
| 14    | Carl Curtis          | 19              | 1 stycznia 1955   | 3 stycznia 1979   | Partia Republikańska                      | Reelekcja w 1972 Nie starał się o reelekcję w 1978         | |
| 15    | James Exon           |                 | 3 stycznia 1979   | 3 stycznia 1997   | Partia Demokratyczna                      | 20                                                         | Wybrany w 1978 |
| 15    | James Exon           | 21              | 3 stycznia 1979   | 3 stycznia 1997   | Partia Demokratyczna                      | Reelekcja w 1984                                           | |
| 15    | James Exon           | 22              | 3 stycznia 1979   | 3 stycznia 1997   | Partia Demokratyczna                      | Reelekcja w 1990 Nie starał się o reelekcję w 1996         | |
| 16    | Chuck Hagel          |                 | 3 stycznia 1997   | 3 stycznia 2009   | Partia Republikańska                      | 23                                                         | Wybrany w 1996 |
| 16    | Chuck Hagel          | 24              | 3 stycznia 1997   | 3 stycznia 2009   | Partia Republikańska                      | Reelekcja w 2002 Nie starał się o reelekcję w 2008         | |
| 17    | Mike Johanns         |                 | 3 stycznia 2009   | 3 stycznia 2015   | Partia Republikańska                      | 25                                                         | Wybrany w 2008 Nie starał się o reelekcję w 2014                                                                                          |
| 18    | Ben Sasse            |                 | 3 stycznia 2015   | 8 stycznia 2023   | Partia Republikańska                      | 26                                                         | Wybrany w 2014 |
| 18    | Ben Sasse            | 27              | 3 stycznia 2015   | 8 stycznia 2023   | Partia Republikańska                      | Reelekcja w 2020 Zrezygnował przed końcem kadencji w 2023  | |
| Wakat | Wakat                | Wakat           | 8 stycznia 2023   | 23 stycznia 2023  |                                           | 27                                                         | |
| 19    | Pete Ricketts        |                 | 23 stycznia 2023  | nadal             | Partia Republikańska                      | 27                                                         | Mianownany do kontynuowania kadencji w 2023                                                                                               |